# Ukrainischer Fußballpokal 2017/18
Der Ukrainische Fußballpokal 2017/18 war die 27. Austragung des ukrainischen Pokalwettbewerbs der Männer. Pokalsieger wurde Titelverteidiger Schachtar Donezk. Das Team setzte sich im Finale am 9. Mai 2018 in der Dnipro-Arena wie im Vorjahr gegen Dynamo Kiew durch.

## Modus
Alle Begegnungen wurden in einem Spiel ausgetragen. Bei unentschiedenem Ausgang wurde zur Ermittlung des Siegers eine Verlängerung gespielt. Stand danach kein Sieger fest, folgte ein Elfmeterschießen. Die unterklassigen Teams hatten Heimrecht.
Da Schachtar Donezk bereits als Meister für die Champions League qualifiziert war, ging der Startplatz für die Europa League an den Liganächsten.

## Teilnehmende Teams
| Premjer-Liha (12) | Perscha Liha (18) | Druha Liha (21) | Amateur-Pokal (2)          |
| --- | --- | --- | -------------------------- |
| - Dynamo Kiew - Karpaty Lwiw - FK Mariupol - FK Oleksandrija - Olympik Donezk - Schachtar Donezk - FK Sirka Kropywnyzkyj - Sorja Luhansk - FK Stal Kamjanske - Tschornomorez Odessa - Weres Riwne - Worskla Poltawa | - Arsenal Kiew - Awanhard Kramatorsk - Balkany Sorja - Desna Tschernihiw - Helios Charkiw - Hirnyk-Sport Horischni Plawni - Inhulez Petrowe - Kolos Kowaliwka - Kremin Krementschuk - MFK Mykolajiw - Naftowyk-Ukrnafta Ochtyrka - Obolon-Browar Kiew - FK Poltawa - Ruch Wynnyky - Schemtschuschyna Odessa - FK Sumy - FK Tscherkassy Dnipro - Wolyn Luzk | - Ahrobisnes Wolotschysk - Arsenal-Kujiwschtschyna Bila Zerkwa - FSK Bukowina Czernowitz - FK Dnipro - SK Dnipro-1 - Enerhija Nowa Kachowka - FK Lwiw - Metalist 1925 Charkiw - Metalurh Saporischschja - FK Mur Hornostajiwka - FK Nikopol - Nywa Ternopil - Nywa Winnyzja - Podillja Chmelnyzkyj - FK Polissja Schytomyr - FK Prykarpattja Iwano-Frankiwsk - Real-Pharma Odessa - FK Skala Stryj - Sudnobudiwnyk Mykolajiw - Tawrija Simferopol - FK Ternopil | - SKK Demnja - FK Tschajka |

## 1. Qualifikationsrunde
Teilnehmer: 3 Zweitligisten, 21 Drittligisten und die beiden Finalisten des Amateur-Pokals.
| Datum      |                                           | Ergebnis              |                                       |
| ---------- | ----------------------------------------- | --------------------- | ------------------------------------- |
| 09.07.2017 | Tawrija Simferopol (III)                  | 0kampflos 1           | FK Skala Stryj (III)                  |
| 09.07.2017 | Metalurh Saporischschja (III)             | 0:2                   | FK Polissja Schytomyr (III)           |
| 09.07.2017 | SKK Demnja (Am)                           | 2:1 n. V.             | FK Dnipro (III)                       |
| 09.07.2017 | Metalist 1925 Charkiw (III)               | 2:2 n. V. (3:4 i. E.) | Nywa Ternopil (III)                   |
| 09.07.2017 | FK Nikopol (III)                          | 1:0 n. V.             | FK Mur Hornostajiwka (III)            |
| 09.07.2017 | FK Lwiw (III)                             | 2:0                   | Kremin Krementschuk (II)              |
| 09.07.2017 | SK Dnipro-1 (III)                         | 5:0                   | FSK Bukowina Czernowitz (III)         |
| 09.07.2017 | FK Tschajka (Am)                          | 0:2                   | Ruch Wynnyky (II)                     |
| 09.07.2017 | Arsenal-Kujiwschtschyna Bila Zerkwa (III) | 0:3                   | FK Prykarpattja Iwano-Frankiwsk (III) |
| 09.07.2017 | Real-Pharma Odessa (III)                  | 1:3                   | Enerhija Nowa Kachowka (III)          |
| 09.07.2017 | Podillja Chmelnyzkyj (III)                | 1:3                   | Nywa Winnyzja (III)                   |
| 09.07.2017 | FK Ternopil (III)                         | 1:1 n. V. (3:5 i. E.) | Ahrobisnes Wolotschysk (III)          |
| 10.07.2017 | Sudnobudiwnyk Mykolajiw (III)             | 0:2                   | Balkany Sorja (II)                    |

## 2. Qualifikationsrunde
Teilnehmer: Die 13 Sieger der 1. Qualifikationsrunde und 15 weitere Zweitligisten.
| Datum      |                              | Ergebnis              |                                       |
| ---------- | ---------------------------- | --------------------- | ------------------------------------- |
| 26.07.2017 | SKK Demnja (Am)              | 1:0                   | FK Polissja Schytomyr (III)           |
| 26.07.2017 | Ruch Wynnyky (II)            | 1:3 n. V.             | Hirnyk-Sport Horischni Plawni (II)    |
| 26.07.2017 | Helios Charkiw (II)          | 0:0 n. V. (3:1 i. E.) | Obolon-Browar Kiew (II)               |
| 26.07.2017 | FK Nikopol (III)             | 0:1                   | Arsenal Kiew (II)                     |
| 26.07.2017 | Enerhija Nowa Kachowka (III) | 1:4                   | Schemtschuschyna Odessa (II)          |
| 26.07.2017 | Nywa Ternopil (III)          | 0:2                   | FK Prykarpattja Iwano-Frankiwsk (III) |
| 26.07.2017 | Kolos Kowaliwka (II)         | 3:2                   | FK Tscherkassy Dnipro (II)            |
| 26.07.2017 | Inhulez Petrowe (II)         | 3:1                   | FK Poltawa (II)                       |
| 26.07.2017 | Desna Tschernihiw (II)       | 4:0                   | Balkany Sorja (II)                    |
| 26.07.2017 | Awanhard Kramatorsk (II)     | 1:0                   | MFK Mykolajiw (II)                    |
| 26.07.2017 | Ahrobisnes Wolotschysk (III) | 2:2 n. V. (5:4 i. E.) | Naftowyk-Ukrnafta Ochtyrka (II)       |
| 26.07.2017 | FK Lwiw (III)                | 3:0                   | Wolyn Luzk (II)                       |
| 26.07.2017 | SK Dnipro-1 (III)            | 2:0                   | FK Sumy (II)                          |
| 27.07.2017 | Tawrija Simferopol (III)     | 2:1 n. V.             | Nywa Winnyzja (II)                    |

## 3. Qualifikationsrunde
Teilnehmer: Die 14 Sieger der 2. Qualifikationsrunde, die 4 Vereine der Premjer-Liha 2016/17 (Platz sieben bis zehn), sowie die beiden Aufsteiger.
| Datum      |                                       | Ergebnis              |                                    |
| ---------- | ------------------------------------- | --------------------- | ---------------------------------- |
| 20.09.2017 | Helios Charkiw (II)                   | 1:2                   | Desna Tschernihiw (II)             |
| 20.09.2017 | Schemtschuschyna Odessa (II)          | 1:1 n. V. (1:4 i. E.) | FK Stal Kamjanske (I)              |
| 20.09.2017 | Tawrija Simferopol (III)              | 3:2 n. V.             | FK Sirka Kropywnyzkyj (I)          |
| 20.09.2017 | Kolos Kowaliwka (II)                  | 1:2                   | FK Mariupol (I)                    |
| 20.09.2017 | Ahrobisnes Wolotschysk (III)          | 1:2 n. V.             | Wolyn Luzk (II)                    |
| 20.09.2017 | Inhulez Petrowe (II)                  | 0:0 n. V. (5:6 i. E.) | Arsenal Kiew (II)                  |
| 20.09.2017 | FK Prykarpattja Iwano-Frankiwsk (III) | 2:1                   | Karpaty Lwiw (I)                   |
| 20.09.2017 | Awanhard Kramatorsk (II)              | 0:2                   | Worskla Poltawa (I)                |
| 20.09.2017 | SKK Demnja (Am)                       | 1:2                   | FK Lwiw (III)                      |
| 20.09.2017 | SK Dnipro-1 (III)                     | 1:0                   | Hirnyk-Sport Horischni Plawni (II) |

## Achtelfinale
Teilnehmer: Die 10 Sieger der 3. Qualifikationsrunde und die besten 6 Erstligisten der Saison 2016/17
| Datum      |                                       | Ergebnis              |                          |
| ---------- | ------------------------------------- | --------------------- | ------------------------ |
| 25.10.2017 | Arsenal Kiew (II)                     | 0:1                   | Weres Riwne (I)          |
| 25.10.2017 | Tawrija Simferopol (III)              | 0:5                   | FK Mariupol (I)          |
| 25.10.2017 | Worskla Poltawa (I)                   | 2:0 n. V.             | Olympik Donezk (I)       |
| 25.10.2017 | FK Prykarpattja Iwano-Frankiwsk (III) | 0:2                   | Desna Tschernihiw (II)   |
| 25.10.2017 | Sorja Luhansk (I)                     | 3:4 n. V.             | Schachtar Donezk (I)     |
| 25.10.2017 | FK Lwiw (III)                         | 1:1 n. V. (5:3 i. E.) | FK Stal Kamjanske (I)    |
| 25.10.2017 | SK Dnipro-1 (III)                     | 0:0 n. V. (8:7 i. E.) | Tschornomorez Odessa (I) |
| 25.10.2017 | FK Oleksandrija (I)                   | 2:3 n. V.             | Dynamo Kiew (I)          |

## Viertelfinale
| Datum      |                        | Ergebnis  |                   |
| ---------- | ---------------------- | --------- | ----------------- |
| 29.11.2017 | Worskla Poltawa (I)    | 1:2       | FK Mariupol (I)   |
| 29.11.2017 | FK Lwiw (III)          | 1:2 n. V. | SK Dnipro-1 (III) |
| 29.11.2017 | Desna Tschernihiw (II) | 0:2       | Dynamo Kiew (I)   |
| 29.11.2017 | Schachtar Donezk (I)   | 4:0       | Weres Riwne (I)   |

## Halbfinale
| Datum      |                      | Ergebnis |                 |
| ---------- | -------------------- | -------- | --------------- |
| 18.04.2018 | Schachtar Donezk (I) | 5:1      | FK Mariupol (I) |
| 18.04.2018 | SK Dnipro-1 (III)    | 1:4      | Dynamo Kiew (I) |

## Finale
| Paarung          | Dynamo Kiew – Schachtar Donezk |
| Ergebnis         | 0:2 (0:0) |
| Datum            | 9. Mai 2018 |
| Stadion          | Dnipro-Arena, Dnipro |
| Zuschauer        | 28.155 |
| Schiedsrichter   | Jurij Moscharowskyj |
| Tore             | 0:1 Facundo Ferreyra (47.) 0:2 Jaroslaw Rakyzkyj (61.) |
| Dynamo Kiew      | Denys Bojko – Tomasz Kędziora, Mykyta Burda, Tamás Kádár, Josip Pivarić – Wolodymyr Schepeljew, Denys Harmasch – Wiktor Zyhankow , Mykola Schaparenko (66. Dieumerci Mbokani), Benjamin Verbič (86. Heorhij Zitaischwili) – Artem Bjessjedin Cheftrainer: Aljaksandr Chazkjewitsch ( Belarus) |
| Schachtar Donezk | Andrij Pjatow – Bohdan Butko (90. Dawit Chotscholawa), Serhij Krywzow, Jaroslaw Rakyzkyj, Ismaily – Taras Stepanenko, Fred – Marlos, Alan Patrick (65. Wiktor Kowalenko), Taison – Facundo Ferreyra (77. Larry Kayode) Cheftrainer: Paulo Fonseca ( Portugal)                                 |
| Gelbe Karten     | Artem Bjessjedin, Tomasz Kędziora, Wolodymyr Schepeljew, Denys Harmasch – Fred, Taras Stepanenko |